# Hofmark Eisenärzt
Die Hofmark Eisenärzt war eine Hofmark mit Sitz in Eisenärzt, heute ein Gemeindeteil von Siegsdorf im oberbayerischen Landkreis Traunstein.
Von 1546 bis zu dessen Auflösung 1808 war Eisenärzt eine Hofmark mit Niedergerichtsbarkeit der bayerischen Landesherren.